# Metarbela marginemaculata
Metarbela marginemaculata is een vlinder uit de familie van de houtboorders (Cossidae). De wetenschappelijke naam van de soort is voor het eerst geldig gepubliceerd door Gaede.